# Bielajávrátja
Bielajávrátja, enligt tidigare ortografi Pielajauratjah, är en sjö i Jokkmokks kommun i Lappland och ingår i Luleälvens huvudavrinningsområde. Sjön har en area på 0,537 kvadratkilometer och ligger 799 meter över havet. Bielajávrátja ligger i Sarek Natura 2000-område. Sjön har två utlopp - ett till den närliggande sjön Bierikjávrre och Bielajåhkå som är ett biflöde till Ráhpajåhkå.

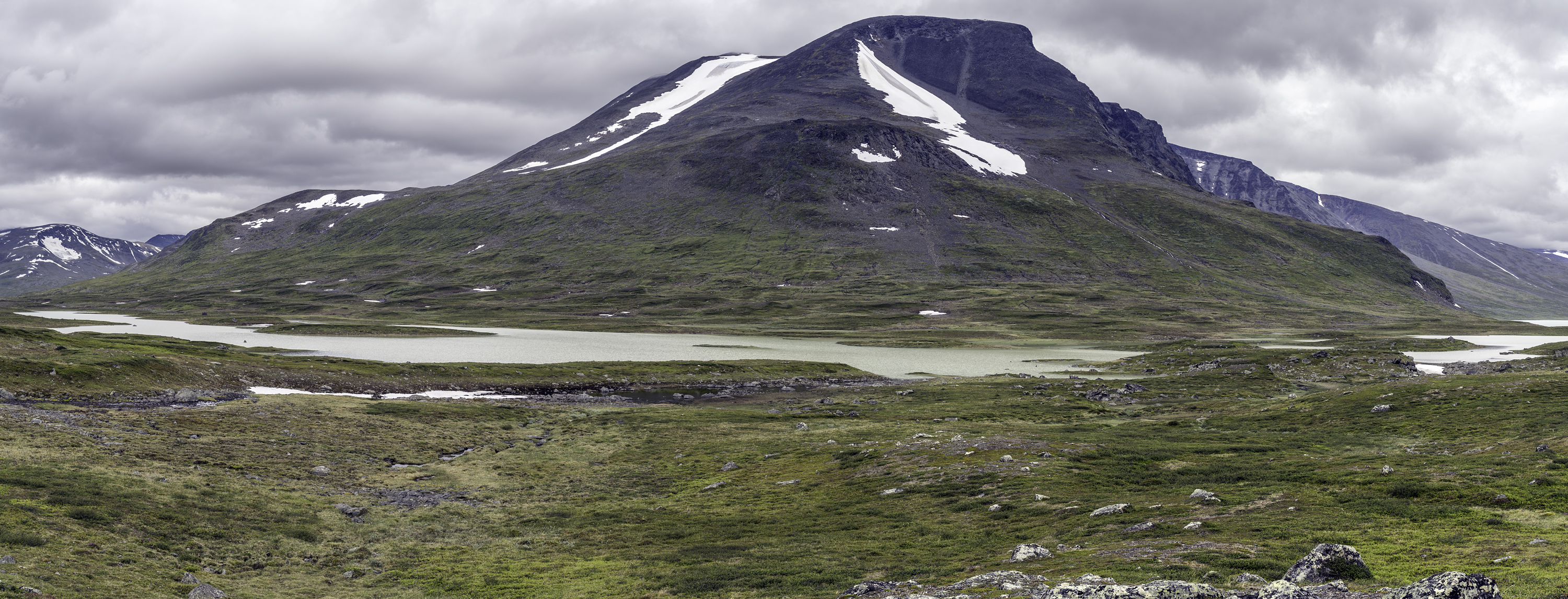
Bielajávrátja nedanför Sarvatjåhkkå.

## Delavrinningsområde
Bielajávrátja ingår i det delavrinningsområde (747310-158570) som SMHI kallar för Utloppet av Pielajauratjah. Medelhöjden är 928 meter över havet och ytan är 5,87 kvadratkilometer. Det finns ett avrinningsområde uppströms, och räknas det in blir den ackumulerade arean 7,73 kvadratkilometer. 
Vattendraget som avvattnar avrinningsområdet norrut har biflödesordning 5, vilket innebär att vattnet flödar genom totalt 5 vattendrag (Bierikjåhkå, Sijddoädno, Blackälven (Smadjeädno), Lilla Luleälven, Luleälven) innan det når havet efter 346 kilometer.
Bielajåhkå som avvattnar avrinningsområdet söderut har biflödesordning 4, vilket innebär att vattnet flödar genom totalt 4 vattendrag (Ráhpaädno, Blackälven (Smadjeädno), Lilla Luleälven, Luleälven) innan det når havet. 
Avrinningsområdet består mestadels av kalfjäll (91 procent). Avrinningsområdet har 0,54 kvadratkilometer vattenytor vilket ger det en sjöprocent på 9,2 procent.